# Scottish Premier League (1998/1999)
Scottish Premier League (1998/99) – 103. sezon rozgrywek o Mistrzostwo Szkocji i pierwszy w nowej formule i pod nową nazwą – Scottish Premier League. Sezon rozpoczął się 1 sierpnia 1998, a zakończył – 23 maja 1999 roku.

## Podsumowanie
Rozgrywki w sezonie 1998/99 zakończyły się sukcesem Rangers, których menedżerem był po raz pierwszy zagraniczny szkoleniowiec – Holender, Dick Advocaat. The Gers wygrali ligę z przewagą 6 punktów nad odwiecznym rywalem – Celticiem. Ostatnie miejsce zajął zespół Dunfermline Athletic, który został spadł do niższej klasy rozgrywkowej. Rangers, jako mistrzowie zakwalifikowali się do Champions League, natomiast Celtic wraz z St. Johnstone – do Pucharu UEFA. Kilmarnock, który uplasował się na czwartej pozycji także uzyskał kwalifikację do Pucharu UEFA, jednakże uczynił to dzięki pozycji w rankingu UEFA Fair Play. 

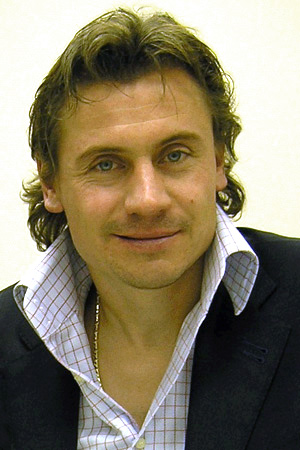
Najdroższy zawodnik w Szkocji - Andriej Kanczelskis.

Pierwszego gola w sezonie zdobył zawodnik Aberdeen – Eoin Jess, którego drużyna pokonała 2:0 beniaminka Dundee F.C. Tego samego dnia widzowie ujrzeli pierwszego hat-tricka w SPL (w meczu Celtic – Dunfermline 5:0), którego autorem był zawodnik Celticu – Craig Burley.
W premierowym sezonie miała miejsce także trzytygodniowa przerwa zimowa, wzorem innych lig europejskich, w styczniu. Mecze Scottish Premier League były transmitowane do 120 krajów świata. Nowym transferowym rekordem było zatrudnienie przez Rangers Andreia Kanchelskisa, byłego napastnika Manchester United i Evertonu za 5,5 mln funtów.
Losy tytułu Mistrza Szkocji rozstrzygnęły się 2 maja na Celtic Park w Glasgow, w słynnych Old Firm Derby. Celtic, aby zachować szansę na mistrzostwo musiał przynajmniej zremisować, Rangers, którzy nigdy wcześniej nie wygrali ligi na stadionie odwiecznego rywala potrzebowali triumfu. Po niezwykle dramatycznym spotkaniu (3 czerwone kartki, kibice gospodarzy wbiegający na boisko, uderzenie monetą w głowę sędziego Hugh Dallasa) wygrali goście i na trzy kolejki przed końcem rozgrywek mogli świętować wygraną w lidze.

## Awanse i spadki po sezonie 1997/98
Awans z First Division do Premier League
- Dundee F.C.

Spadek z Premier Division do First Division
- Hibernian

## Wydarzenia
- 11 marca: Scottish Premier League podpisała dwuletnią umowę sponsorską z Bank of Scotland[3].
- 2 maja: Rangers wygrał ligę po triumfie nad Celticiem 3–0 na Celtic Park[2].

## Tabela
| Poz. | Drużyna              | M  | Z  | R  | P  | G+ | G- | G+- | Pkt. | Kwalifikacje/spadki                                   |
| ---- | -------------------- | -- | -- | -- | -- | -- | -- | --- | ---- | ----------------------------------------------------- |
| 1    | Rangers              | 36 | 23 | 8  | 5  | 78 | 31 | 47  | 77   | Liga Mistrzów UEFA 1999/00 Druga runda kwalifikacyjna |
| 2    | Celtic F.C.          | 36 | 21 | 8  | 7  | 84 | 35 | 49  | 71   | Puchar UEFA 1999/00 Runda kwalifikacyjna              |
| 3    | St. Johnstone        | 36 | 15 | 12 | 9  | 39 | 38 | 1   | 57   | Puchar UEFA 1999/00 Runda kwalifikacyjna              |
| 4    | Kilmarnock           | 36 | 14 | 14 | 8  | 47 | 29 | 18  | 56   | Puchar UEFA 1999/00 Runda kwalifikacyjna              |
| 5    | Dundee F.C.          | 36 | 13 | 7  | 16 | 36 | 56 | -20 | 46   |                                                       |
| 6    | Hearts               | 36 | 11 | 9  | 16 | 44 | 50 | -6  | 42   |                                                       |
| 7    | Motherwell           | 36 | 10 | 11 | 15 | 35 | 54 | -19 | 41   |                                                       |
| 8    | Aberdeen             | 36 | 10 | 7  | 19 | 43 | 71 | -28 | 37   |                                                       |
| 9    | Dundee United        | 36 | 8  | 10 | 18 | 37 | 48 | -11 | 34   |                                                       |
| 10   | Dunfermline Athletic | 36 | 4  | 16 | 16 | 28 | 59 | -31 | 28   | Spadek do First Division                              |

## Najlepsi strzelcy

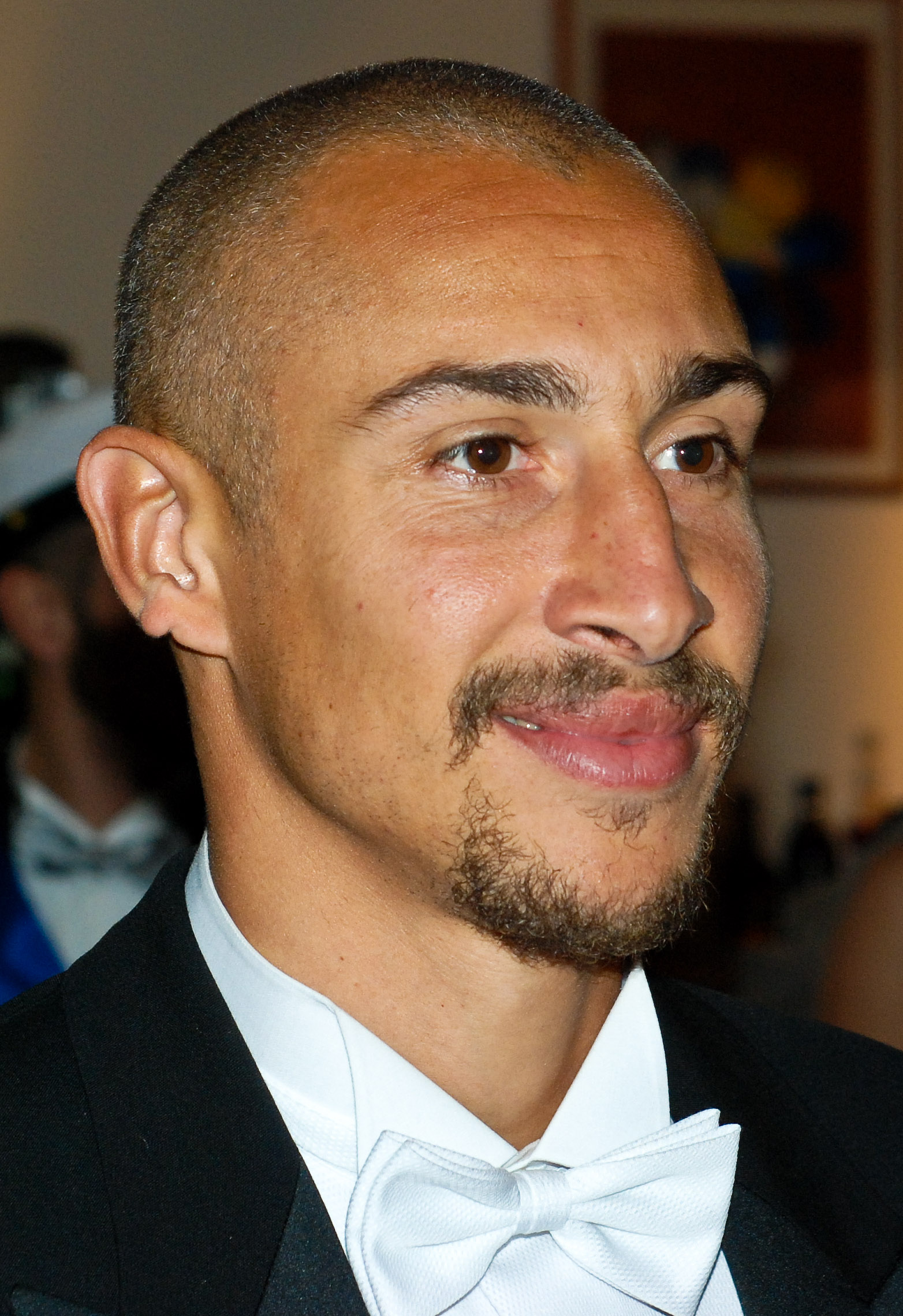
Henrik Larsson – król strzelców w sezonie 1998/99

| Zawodnik       | Bramki | Drużyna              |
| -------------- | ------ | -------------------- |
| Henrik Larsson | 27     | Celtic F.C.          |
| Rod Wallace    | 19     | Rangers              |
| Billy Dodds    | 16     | Dundee United        |
| Eoin Jess      | 14     | Aberdeen             |
| Robbie Winters | 13     | Aberdeen             |
| Gary McSwegan  | 11     | Hearts               |
| Jorg Albertz   | 11     | Rangers              |
| Craig Burley   | 9      | Celtic F.C.          |
| Eddie Annand   | 9      | Dundee F.C.          |
| Stephane Adam  | 9      | Hearts               |
| Neil McCann    | 8      | Hearts               |
| Mark Burchill  | 8      | Celtic F.C.          |
| Gary McSwegan  | 8      | Hearts               |
| Andy Smith     | 8      | Dunfermline Athletic |

## Widzowie na trybunach
Średnia liczba widzów na meczach SPL w sezonie 1998/99 jest przedstawiona poniżej:
| Drużyna              | Średnia |
| -------------------- | ------- |
| Celtic F.C.          | 59,233  |
| Rangers              | 49,094  |
| Hearts               | 14,232  |
| Aberdeen             | 12,713  |
| Kilmarnock           | 11,184  |
| Dundee United        | 9,187   |
| Motherwell           | 8,533   |
| Dunfermline Athletic | 7,375   |
| Dundee F.C.          | 7,178   |
| St. Johnstone        | 7,038   |

## Zmiany menedżerów
| Drużyna              | Odchodzący menedżer | Powód                   | Data odejścia        | Zastąpiony przez | Data zastąpienia     |
| -------------------- | ------------------- | ----------------------- | -------------------- | ---------------- | -------------------- |
| Rangers              | Walter Smith        | rezygnacja              | maj 1998             | Dick Advocaat    | czerwiec 1998        |
| Celtic F.C.          | Wim Jansen          | rezygnacja              | maj 1998             | Jozef Vengloš    | czerwiec 1998        |
| Dundee United        | Tommy McLean        | obustronne porozumienie | 4 września 1998      | Paul Sturrock    | 5 września 1998      |
| St. Johnstone        | Paul Sturrock       | rezygnacja              | 5 września 1998      | Sandy Clark      | 7 września 1998      |
| Motherwell           | Harri Kampman       | rezygnacja              | 15 października 1998 | Billy Davies     | 15 października 1998 |
| Aberdeen             | Alex Miller         | zwolniony               | 8 grudnia 1998       | Paul Hegarty     | 8 grudnia 1998       |
| Dunfermline Athletic | Bert Paton          | rezygnacja              | 5 stycznia 1999      | Dick Campbell    | 5 stycznia 1999      |